# Parabola del seminatore

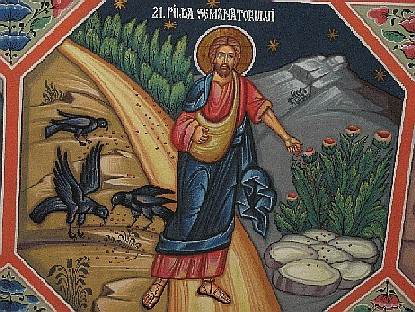
La parabola del seminatore in un'icona ortodossa, Cluj-Napoca, Romania

La parabola del seminatore è una parabola di Gesù raccontata nei tre vangeli sinottici (Matteo 13,1-23, Marco 4,1-20 e Luca 8,4-15) e nel Vangelo di Tommaso (Tommaso 9).

## Testo

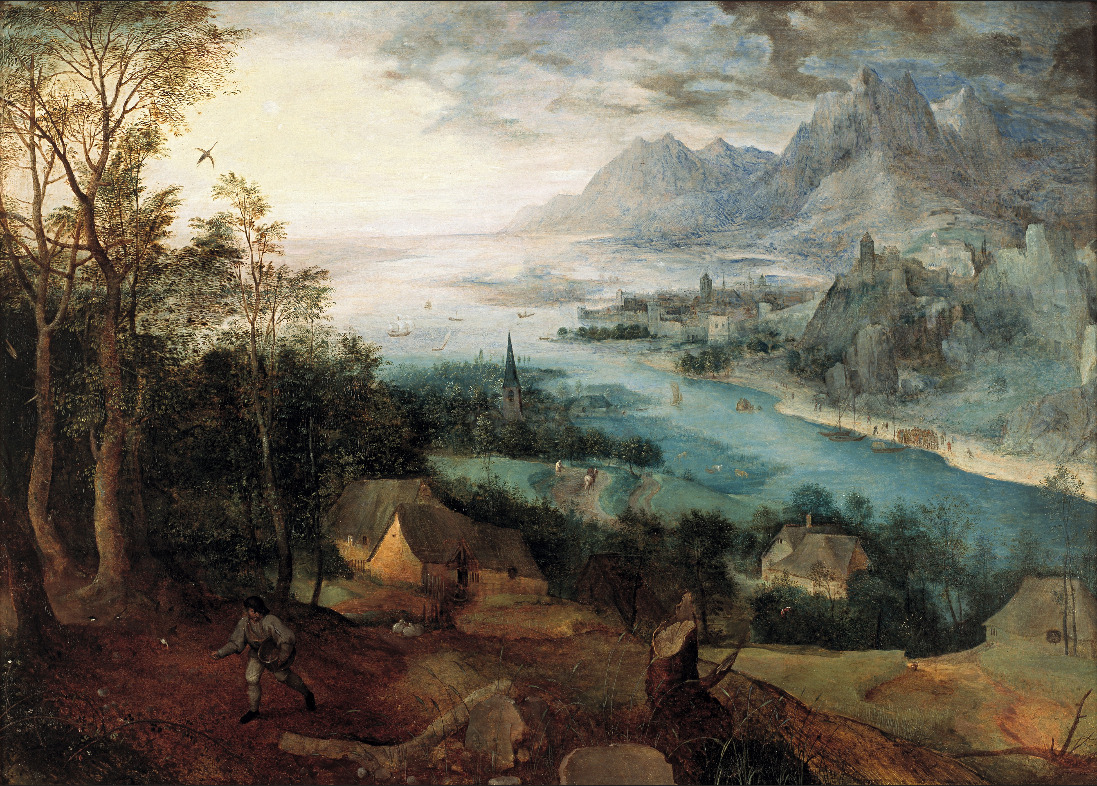
Pieter Bruegel il Vecchio, Paesaggio con la parabola del seminatore, 1557

### Vangeli canonici
La versione del Vangelo secondo Marco:
Quando egli fu solo, quelli che gli stavano intorno con i dodici lo interrogarono sulle parabole. Egli disse loro: «A voi è dato di conoscere il mistero del regno di Dio; ma a quelli che sono di fuori, tutto viene esposto in parabole, affinché: "Vedendo, vedano sì, ma non discernano; udendo, odano sì, ma non comprendano; affinché non si convertano, e i peccati non siano loro perdonati"». Poi disse loro: «Non capite questa parabola? Come comprenderete tutte le altre parabole?
Il seminatore semina la parola. Quelli che sono lungo la strada, sono coloro nei quali è seminata la parola; e quando l'hanno udita, subito viene Satana e porta via la parola seminata in loro. E così quelli che ricevono il seme in luoghi rocciosi sono coloro che, quando odono la parola, la ricevono subito con gioia; ma non hanno in sé radice e sono di corta durata; poi, quando vengono tribolazione e persecuzione a causa della parola, sono subito sviati. E altri sono quelli che ricevono il seme tra le spine; cioè coloro che hanno udito la parola; poi gli impegni mondani, l'inganno delle ricchezze, l'avidità delle altre cose, penetrati in loro, soffocano la parola, che così riesce infruttuosa. Quelli poi che hanno ricevuto il seme in buona terra sono coloro che odono la parola e l'accolgono e fruttano il trenta, il sessanta e il cento per uno».»
La versione del Vangelo secondo Matteo:
«Il seminatore uscì a seminare. Mentre seminava, una parte del seme cadde lungo la strada; gli uccelli vennero e la mangiarono. Un'altra cadde in luoghi rocciosi dove non aveva molta terra; e subito spuntò, perché non aveva terreno profondo; ma, levatosi il sole, fu bruciata; e, non avendo radice, inaridì. Un'altra cadde tra le spine; e le spine crebbero e la soffocarono. Un'altra cadde nella buona terra e portò frutto, dando il cento, il sessanta, il trenta per uno. Chi ha orecchi [per udire] oda».
Allora i discepoli si avvicinarono e gli dissero: «Perché parli loro in parabole?» Egli rispose loro: «Perché a voi è dato di conoscere i misteri del regno dei cieli; ma a loro non è dato. Perché a chiunque ha sarà dato, e sarà nell'abbondanza; ma a chiunque non ha sarà tolto anche quello che ha. Per questo parlo loro in parabole, perché, vedendo, non vedono; e udendo, non odono né comprendono. E si adempie in loro la profezia d'Isaia che dice:
"Udrete con i vostri orecchi e non comprenderete;
guarderete con i vostri occhi e non vedrete;
perché il cuore di questo popolo si è fatto insensibile:
sono diventati duri d'orecchi e hanno chiuso gli occhi,
per non rischiare di vedere con gli occhi e di udire con gli orecchi,
e di comprendere con il cuore
e di convertirsi, perché io li guarisca".
Ma beati gli occhi vostri, perché vedono; e i vostri orecchi, perché odono! In verità io vi dico che molti profeti e giusti desiderarono vedere le cose che voi vedete, e non le videro; e udire le cose che voi udite, e non le udirono.
«Voi dunque ascoltate che cosa significhi la parabola del seminatore! Tutte le volte che uno ode la parola del regno e non la comprende, viene il maligno e porta via quello che è stato seminato nel cuore di lui: questi è colui che ha ricevuto il seme lungo la strada. Quello che ha ricevuto il seme in luoghi rocciosi, è colui che ode la parola e subito la riceve con gioia, però non ha radice in sé ed è di corta durata; e quando giunge la tribolazione o persecuzione a motivo della parola, è subito sviato. Quello che ha ricevuto il seme tra le spine è colui che ode la parola; poi gli impegni mondani e l'inganno delle ricchezze soffocano la parola che rimane infruttuosa. Ma quello che ha ricevuto il seme in buona terra, è colui che ode la parola e la comprende; egli porta del frutto e, così, l'uno rende il cento, l'altro il sessanta e l'altro il trenta».»
La versione del Vangelo secondo Luca:
«Il seminatore uscì a seminare la sua semenza; e, mentre seminava, una parte del seme cadde lungo la strada: fu calpestato e gli uccelli del cielo lo mangiarono. Un'altra cadde sulla roccia: appena fu germogliato seccò, perché non aveva umidità. Un'altra cadde in mezzo alle spine: le spine, crescendo insieme con esso, lo soffocarono. Un'altra parte cadde in un buon terreno: quando fu germogliato, produsse il cento per uno». Dicendo queste cose, esclamava: «Chi ha orecchi per udire oda!»
I suoi discepoli gli domandarono che cosa volesse dire questa parabola. Ed egli disse: «A voi è dato di conoscere i misteri del regno di Dio; ma agli altri se ne parla in parabole, affinché vedendo non vedano, e udendo non comprendano.
Or questo è il significato della parabola: il seme è la parola di Dio. Quelli lungo la strada sono coloro che ascoltano, ma poi viene il diavolo e porta via la parola dal loro cuore, affinché non credano e non siano salvati. Quelli sulla roccia sono coloro i quali, quando ascoltano la parola, la ricevono con gioia; ma costoro non hanno radice, credono per un certo tempo ma, quando viene la prova, si tirano indietro. Quello che è caduto tra le spine sono coloro che ascoltano, ma se ne vanno e restano soffocati dalle preoccupazioni, dalle ricchezze e dai piaceri della vita, e non arrivano a maturità. E quello che è caduto in un buon terreno sono coloro i quali, dopo aver udito la parola, la ritengono in un cuore onesto e buono, e portano frutto con perseveranza.»

### Vangeli apocrifi
Il detto del Vangelo di Tommaso: